# Futsal-Regionalliga Süd 2016/17
Die Saison 2016/17 war die zweite Spielzeit der Futsal-Regionalliga Süd als höchste deutsche Spielklasse im Futsal der Männer. Sie begann am 17. September 2016 und endete am 18. Februar 2017. Der Meister SSV Jahn Regensburg nahm an der Endrunde um die Deutsche Futsal-Meisterschaft teil, die in Turnierform ausgetragen wurde. Der TSV Weilimdorf und FC Portus Pforzheim konnten sich für die Teilnahme am SFV Futsal Cup qualifizieren. Cosmos Höchst belegte den Abstiegsplatz.

## Statistiken

### Tabelle
| Pl.               | Verein                   | Sp. | S  | U | N  | Tore    | Diff. | Punkte |
| ----------------- | ------------------------ | --- | -- | - | -- | ------- | ----- | ------ |
| 1.                | SSV Jahn Regensburg (N)  | 18  | 18 | 0 | 0  | 202:450 | +157  | 54     |
| 2.                | TSV Weilimdorf (M)       | 18  | 13 | 2 | 3  | 147:670 | +80   | 41     |
| 3.                | FC Portus Pforzheim      | 18  | 10 | 2 | 6  | 111:920 | +19   | 32     |
| 4.                | TV Wackersdorf           | 18  | 8  | 1 | 9  | 090:119 | −29   | 25     |
| 5.                | BaKi Futsal Nürnberg     | 18  | 8  | 1 | 9  | 094:130 | −36   | 25     |
| 6.                | SV Darmstadt 98          | 18  | 7  | 2 | 9  | 073:910 | −18   | 23     |
| 7.                | Lavin Stockstadt (N)     | 18  | 6  | 1 | 11 | 092:142 | −50   | 19     |
| 8.                | Germania Ober-Roden      | 18  | 5  | 2 | 11 | 113:151 | −38   | 17     |
| 9.                | Villalobos Karlsruhe (N) | 18  | 5  | 1 | 12 | 073:930 | −20   | 16     |
| 10.               | Cosmos Höchst            | 18  | 3  | 2 | 13 | 074:139 | −65   | 11     |
| Stand: Saisonende |                          |     |    |   |    |         |       |        |

| Zum Saisonende 2016/17: |                                                                         |
|                         |                                                                         |
|                         | Meister und Teilnahme an der Deutschen Futsal-Meisterschaft 2017        |
|                         | Teilnahme am SFV Futsal Cup                                             |
|                         | Relegation                                                              |
|                         | Abstieg                                                                 |
|                         |                                                                         |
| Zum Saisonende 2015/16: |                                                                         |
| (M)                     | Süddeutscher Futsal-Meister 2015/16: TSV Weilimdorf                     |
| (N)                     | Aufsteiger: SSV Jahn Regensburg, Lavin Stockstadt, Villalobos Karlsruhe |

### Relegation
Cosmos Höchst steigt als Tabellenschlusslicht direkt ab. Villalobos Karlsruhe muss als Tabellenvorletzter in die Relegation. Die Relegationsspiele fanden am 11. und 18. März 2017 statt.
|                            | Gesamt |                                        | Hinspiel | Rückspiel |
| -------------------------- | ------ | -------------------------------------- | -------- | --------- |
| Villalobos F.C. (Relegant) | 22:7   | Futsal Stuttgart (Meister Württemberg) | 12:4     | 10:3      |

### Kreuztabelle
Die Kreuztabelle stellt die Ergebnisse aller Spiele dieser Saison dar. Die Heimmannschaft ist in der linken Spalte, die Gastmannschaft in der oberen Zeile aufgelistet.
| 2016/17              | SSV Jahn Regensburg | TSV Weilimdorf |      | TV Wackersdorf | BKN  | SV Darmstadt 98 | LST  | Germania Ober-Roden | VKA  | CHT  |
| -------------------- | ------------------- | -------------- | ---- | -------------- | ---- | --------------- | ---- | ------------------- | ---- | ---- |
| SSV Jahn Regensburg  |                     | 7:3            | 10:4 | 13:1           | 10:4 | 12:2            | 21:3 | 20:3                | 8:3  | 5:0* |
| TSV Weilimdorf       | 3:4                 |                | 4:4  | 9:1            | 9:4  | 7:3             | 11:5 | 13:5                | 5:0* | 12:5 |
| FC Portus Pforzheim  | 1:10                | 4:4            |      | 7:9            | 11:1 | 4:3             | 10:6 | 11:7                | 4:1  | 12:4 |
| TV Wackersdorf       | 0:9                 | 10:9           | 6:10 |                | 4:5  | 10:6            | 0:5* | 10:5                | 2:2  | 5:3  |
| BaKi Futsal Nürnberg | 3:25                | 4:12           | 3:6  | 3:4            |      | 11:4            | 10:5 | 9:2                 | 6:2  | 6:3  |
| SV Darmstadt 98      | 1:7                 | 2:7            | 5:0  | 7:3            | 4:6  |                 | 7:4  | 1:3                 | 6:2  | 6:2  |
| Lavin Stockstadt     | 1:11                | 2:13           | 5:3  | 7:9            | 9:3  | 1:3             |      | 6:9                 | 5:2  | 7:7  |
| Germania Ober-Roden  | 5:9                 | 1:14           | 4:11 | 9:5            | 5:5  | 6:6             | 8:11 |                     | 4:9  | 30:4 |
| Villalobos Karlsruhe | 3:11                | 3:4            | 7:5  | 4:8            | 11:3 | 2:3             | 10:3 | 3:4                 |      | 5:9  |
| Cosmos Höchst        | 5:10                | 3:8            | 3:4  | 6:3            | 4:8  | 4:4             | 5:7  | 4:3                 | 3:4  |      |
| Stand: Saisonende    |                     |                |      |                |      |                 |      |                     |      |      |

* Spiel wurde am grünen Tisch mit 5:0 gewertet

## Rekordspieler
Mit 54 Toren ist Luis Gustavo Perotto Correa vom SSV Jahn Regensburg Rekordtorschütze.